# Vodum da África Ocidental

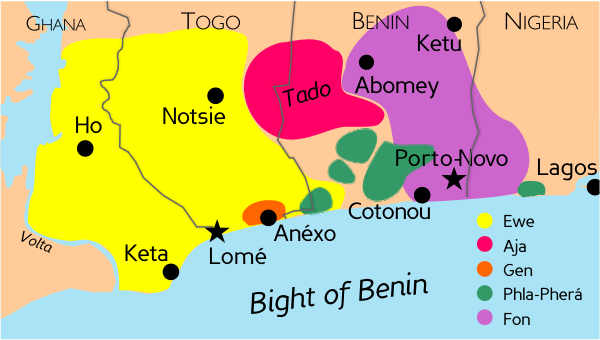
Área original do vodum da África Ocidental e das línguas bês

O vodum (AFI: [vodṹ]) da África Ocidental, também chamado vudu ou vodu é uma religião tradicional da costa da África Ocidental, da Nigéria a Gana. "Vodum" é a palavra nas línguas bês (fom-jeje) para "espírito". É uma religião distinta das religiões animistas tradicionais do interior desses países, embora guarde semelhanças com religiões resultantes da diáspora africana no Novo Mundo como o vodu haitiano, o vudu da República Dominicana e Porto Rico, o candomblé jeje e tambor de mina no Brasil, o voodoo da Louisiana e a santería de Cuba, que são sincretizadas com o cristianismo e as religiões tradicionais africanas dos congos, do rio Congo e de Angola.
A palavra "vodum" pode significar tanto a religião quanto os espíritos cultuados nessa religião. A grafia "voodoo" é a mais comum na cultura popular estadunidense. O vodum é praticado pelos jejes, cabiés, minas, fons, e (com um nome diferente) pelos povos iorubás do sudeste do Gana, sul e centro do Togo, sul e centro do Benim, e sudoeste da Nigéria. A palavra vodún (pronunciado vodṹ - ou seja, com um u nasal em um tom alto) é o termo línguas bês (fom-jeje) para a palavra espírito.

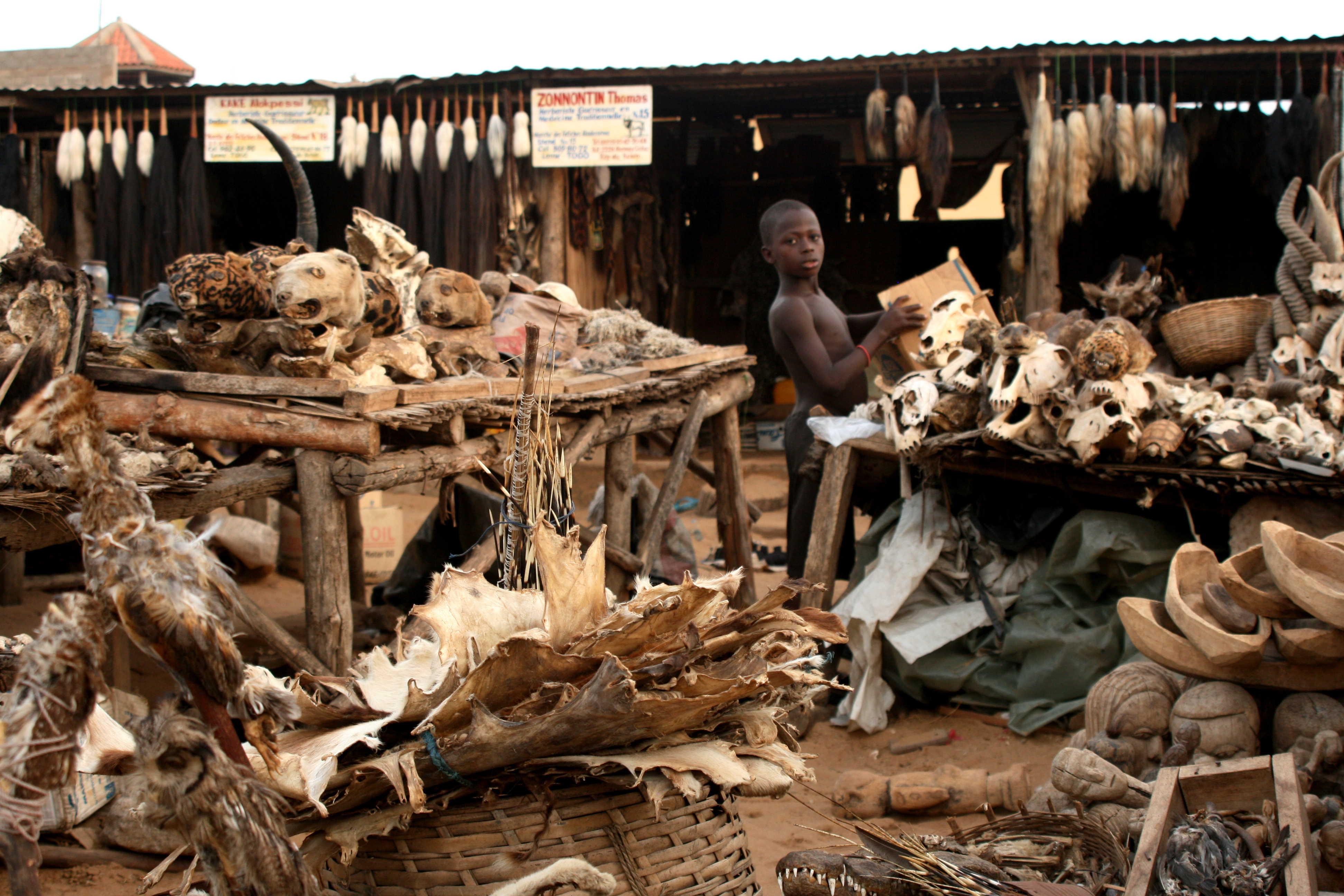
Um mercado de fetiches voduns em Lomé, em Togo, em 2008

## Teologia e prática
Os fundamentos da descrição vodum do universo centram-se em torno dos espíritos voduns e de outros elementos da essência divina que governam a Terra, numa hierarquia que varia em poder das divindades mais importantes, que regem as forças da natureza e da sociedade humana, aos espíritos individuais de árvores e rochas, bem como a dezenas de voduns étnicos, defensores de um determinado clã, tribo ou nação. Os voduns são o centro da vida religiosa, de modo semelhante à intercessão aos santos e anjos na Igreja Católica, o que fez o vodum parecer compatível com o cristianismo, especialmente com o catolicismo, e produziu religiões sincréticas como o vodu haitiano. Os adeptos também enfatizam o culto dos ancestrais e sustentam que os espíritos dos mortos vivem lado a lado com o mundo dos vivos. Cada família de espíritos tem o seu próprio sacerdócio feminino, às vezes hereditário, quando é de mãe para filha de sangue.

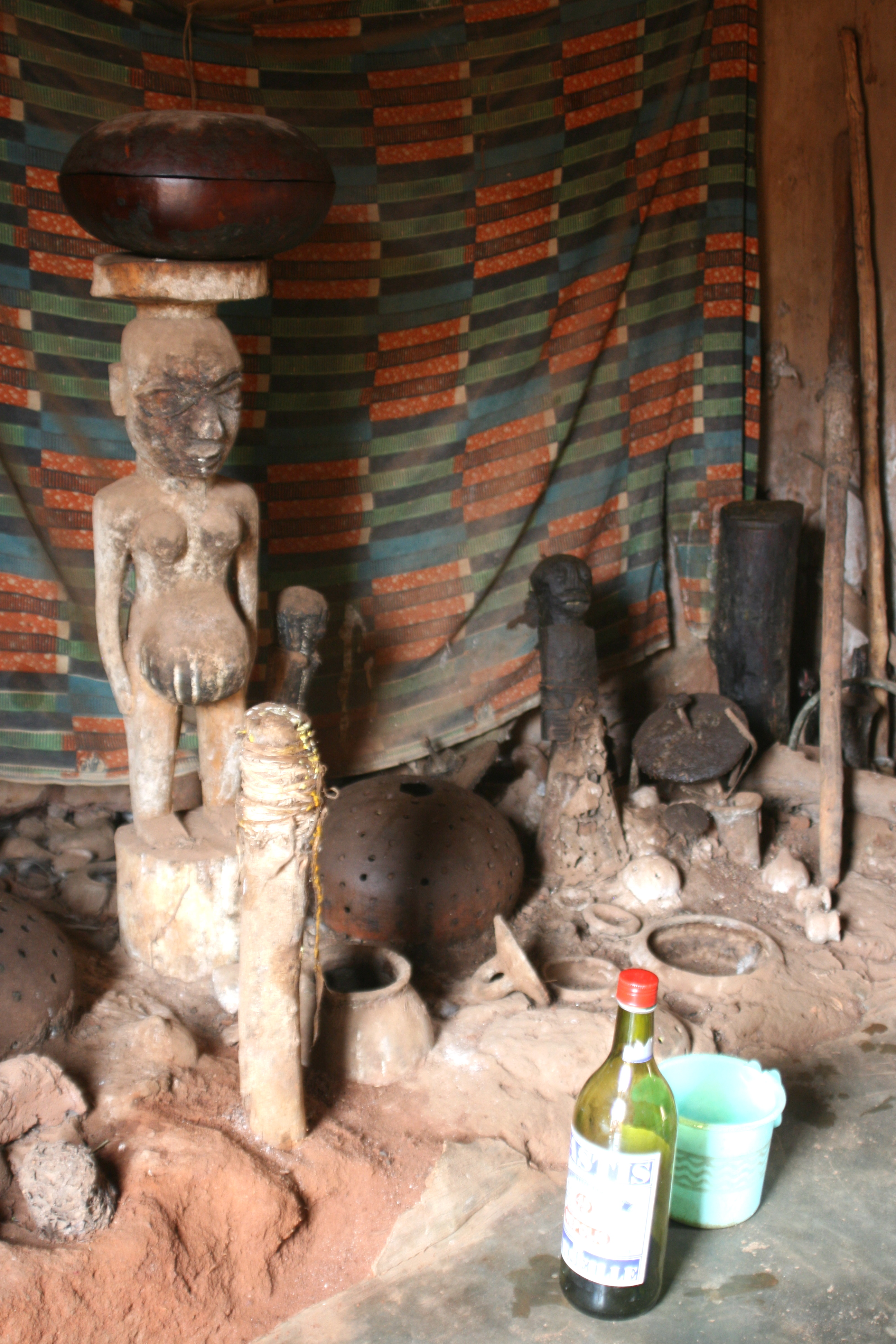
Altar ritual de vodum em Abomei, no Benim

Existem diferentes padrões de culto da religião com vários dialetos, deuses, práticas, canções e rituais. O vodum reconhece um Deus com muitos ajudantes chamados voduns. Um único criador divino, chamado diversas vezes Mawu ou Nanã, é um ser andrógino que, segundo a tradição, gerou sete filhos, dando, a cada um deles, o domínio sobre um aspecto da natureza. O criador encarna um princípio dual no qual Mawu e Lisa (a lua e o sol) são, respectivamente, os aspectos feminino e masculino, muitas vezes retratados como os filhos gêmeos do criador.